# زونیو
زونیو (به ایتالیایی: Zogno) یک کومونه در ایتالیا است که در استان برگامو واقع شده‌است.

## خصوصیات
زونیو ۳۴٫۹ کیلومترمربع مساحت و ۹٬۰۹۷ نفر جمعیت دارد و ۳۳۴ متر بالاتر از سطح دریا واقع شده‌است.